# Cinderela Pop
Cinderela Pop é um filme brasileiro baseado no livro de mesmo nome da escritora Paula Pimenta.  O filme foi lançado no dia 28 de fevereiro de 2019, protagonizado por Maisa Silva, Filipe Bragança e Fernanda Paes Leme. 

## Enredo
Nesta releitura moderna do conto de fadas Cinderela, a protagonista Cíntia Dorella (Maisa Silva) é uma menina de 17 anos, romântica, sonhava em encontrar o cara ideal, mas vê seu mundo ruir quando descobre que seu pai César (Marcelo Valle) estava traindo sua mãe Ana (Miriam Freeland) com a maquiavélica Patrícia (Fernanda Paes Leme), uma mulher mais jovem e sedutora que rompe de vez a família. Descrente do amor, a garota vai morar na casa da tia, Helena (Elisa Pinheiro), que se torna uma espécie de fada madrinha ao incentivá-la a desenvolver seus dons musicais e se tornar DJ sob uma identidade misteriosa, a DJ Cinderela. Com a vida virada de cabeça para baixo, Cíntia acaba se apaixonando por Freddy Prince (Filipe Bragança), um cantor de sucesso e verdadeiro príncipe encantado dos dias atuais, sem saber que o sentimento é recíproco, mas tem que lidar com suas novas "irmonstras", Graziele (Letícia Pedro) e Gisele (Kíria Malheiros), filhas de sua madrasta e que também desejam o rapaz. Mas que no final nem são tão más assim.

## Elenco
| Ator/Atriz         | Personagem        |
| ------------------ | ----------------- |
| Maisa              | Cíntia Dorella    |
| Filipe Bragança    | Freddy Prince     |
| Fernanda Paes Leme | Patrícia Rocha    |
| Letícia Pedro      | Graziele Rocha    |
| Kíria Malheiros    | Gisele Rocha      |
| Elisa Pinheiro     | Helena Dorella    |
| Marcelo Valle      | César Dorella     |
| Miriam Freeland    | Ana Dorella       |
| Giovanna Grigio    | Isabela (Belinha) |
| Bárbara Maia       | Lara              |
| Leo Cidade         | André             |
| Matheus Costa      | Diego             |
| Sérgio Malheiros   | Rafa              |
| Isabel Fillardis   | Lúcia             |
| Gabriel Borgongino | Nerd              |

## Produção
As filmagens aconteceram no Rio de Janeiro, em junho e julho de 2018, e duraram cinco semanas. 

## Divulgação
Em 21 de dezembro de 2018, Maísa Silva publicou em seu canal do YouTube o trailer oficial do filme.

## Recepção
Julia Sabbaga, em análise para o site Omelete, publicou uma crítica positiva dizendo que "O grande triunfo de Cinderela Pop é fazer uma releitura refrescante de uma trama tão antiga, colocando o tempero de Cinderela em uma comédia romântica adolescente sem parecer ultrapassado em nenhum momento."
Sérgio Rizzo, escrevendo para o jornal O Globo, foi menos elogioso em seu comentário: "O realismo da trama original, com a qual leitoras podem facilmente se identificar, dá lugar a uma escrachada caricatura de quem tem 'dinheiro novo'."